# تابستان آزادی
تابستان آزادی (انگلیسی: Freedom Summer) یک کمپین داوطلبانه در ایالات متحده بود که در ۱۹۶۴ سیاه‌پوستان آمریکا در می‌سی‌سی‌پی با ایجاد کمپینی برای دادن رای ثبت نام کردند. سیاهان آمریکایی از آغاز قرن جدید از حضور در انتخابات و دادن رای محروم بودند. در این کمپین ده‌ها از تن از دانشکده‌های آزادی، خانه‌های آزادی و مراکز اجتماعی در سراسر شهرهای بزرگ و کوچک ایالت می‌سی‌سی‌پی برای کمک به سیاه‌پوستان محلی شرکت کردند.
این کمپین توسط شورای سازمانهای فدرال (COFO) ایجاد شد که ائتلافی بود از شعبات سازمان‌های جنبش حقوق مدنی از جمله کمیته هماهنگی دانشجویان علیه خشونت، انجمن ملی پیشرفت رنگین‌پوستان. عمده پیشبرد کار کمپین تابستان آزادی توسط باب موسز اداره می‌شد که دبیر (SNCC) و مدیر مؤسس (COFO) بود که هدایت جنبش تابستان را برعهده داشت.

## آزادی رای ۱۹۶۴
در تابستان سال ۱۹۶۴، شورای سازمانهای فدرال (COFO) نزدیک به ۱۰۰۰ کنشگر برای پیوستن به کنشگران محلی سیاه‌پوست که به دنبال حق رای، تحصیل در مدارس آزاد و سازماندهی حزب دموکرات آزادی می‌سی‌سی‌پی بودند، به می‌سی‌سی‌پی آمدند، در حالی که بسیاری از آنها دانش آموزان سفیدپوست بودند (MFDP) بسیاری از شهروندان سفیدپوست می‌سی‌سی‌پی عمیقاً از خارجی‌ها متنفر بوده و برای حفظ تفکیک در جامعه خود تلاش می‌کردند. دولت و دولت‌های محلی، پلیس، شورای شهروندان سفیدپوست و کو کلاکس کلان با توسل به بازداشت، ضرب و شتم، آتش‌سوزی، قتل، جاسوسی، اخراج و سایر اشکال ارعاب و آزار و اذیت به مخالفت با این پروژه و جلوگیری از دستیابی سیاهان به حق رای و برابری اجتماعی پرداختند. در تاریخ ۲۱ ژوئن ۱۹۶۴، سه نفر از کنش گران حقوق مدنی ناپدید شدند. جیمز چینی، یک جوان سیاه‌پوست اهل می‌سی‌سی‌پی و دو کنش گر یهودی، اندرو گودمن، دانشجوی انسان‌شناسی کالج کوئینز و مایکل شورنر، که از سازمان دهنده‌های CORE و از تهیدستان شرق منهتن بودند، اجساد آنها چند هفته بعد به دست آمد، قاتلین توطئه گرانی از اعضای محلی کلان و نیز اعضای کلانتری شهرستان نشوبا، میسیسیپی بودند. نفرت و انزجار افکار عمومی از این ماجرا سبب گردید وزارت دادگستری ایالات متحده آمریکا و اف‌بی‌آی وارد عمل بشوند. (تا پیش از آن هر دو از برخورد با مسئله تبعیض نژادی و آزار و اذیت سیاه‌پوستان خودداری می‌کردند) خشم شدید ناشی از این قتل‌ها به رهبران برای تصویب قانون حقوق مدنی کمک کرد.

## فعالیت‌ها
از ژوئن تا اوت، در تابستان آزادی، کنش گران در ۳۸ پروژه محلی در سراسر کشور مشغول به فعالیت بودند، که بیشترین تعداد و تمرکز آن‌ها در منطقه دلتای می‌سی‌سی‌پی بود. دست کم ۳۰ مدرسه آزادی با نزدیک به ۳۵۰۰ دانش آموز و ۲۸ مرکز اجتماعی تأسیس شد در مدت اجرای پروژه تابستان آزادی، حدود ۱۷۰۰۰ نفر از سیاهان می‌سی‌سی‌پی تلاش کردند نام خود را به عنوان رای‌دهنده ثبت کنند و از مقررات محدود کننده‌ای که نژاد سفید را برتر می‌دانست سرپیچی نمایند، از آن میان تنها ۱۶۰۰ نفر (کمتر از ۱۰٪) موفق به این کار گردیدند. اما بیش از ۸۰۰۰۰ نفر به حزب دموکرات آزادی می‌سی‌سی‌پی (MFDP) پیوستند و آن را به عنوان یک سازمان سیاسی جایگزین تأسیس کردند، و بدین وسیله تمایل خود را برای رای دادن و شرکت در سیاست اعلام داشتند، اگرچه در تابستان آزادی بسیاری از رای‌دهندگان موفق به ثبت نام نشدند، اما این دوره تأثیر قابل توجهی در جنبش حقوق مدنی برجای گذاشت؛ و به چندین دهه انزوا و افسردگی مردم که تحت تأثیر سیاست‌های جیم کرو اتفاق افتاده بود، پایان داد. تا پیش از تابستان آزادی، رسانه‌های خبری ملی توجه کمی به آزار و اذیت رای‌دهندگان سیاهپوست در جنوب و خطراتی که فعالان حقوق مدنی سیاه‌پوست با آن مواجه بودند، نشان داده بودند. با گسترش این حوادث در سراسر جنوب توجه رسانه‌ها به می‌سی‌سی‌پی افزایش یافت. مرگ دانش آموزان سفیدپوست مرفه شمالی و تهدید سایر شمالی‌ها توجه کامل رسانه‌ها و دولت را به خود جلب کرد. بسیاری از کنشگران سیاه‌پوست از این توجه متفاوت رنجیدند، در باور رسانه‌ها زندگی سفید پوستان و سیاه پوستان ارزش یکسانی نداشت. شاید مهم‌ترین اثر تابستان آزادی بر داوطلبان بود، چرا که تقریباً همگی - سیاه و سفید - هنوز هم آن را یکی از مهمترین دوره‌های زندگی خود می‌دانند.